# (4254) Kamél
(4254) Kamél ist ein Hauptgürtelasteroid, der am 24. Oktober 1985 von Claes-Ingvar Lagerkvist vom Observatorium Kvistaberg in Schweden aus entdeckt wurde.
Er wurde am 28. Mai 1991 nach Lars Kamél benannt.